# Ron Dean
Ron Dean (Chicago, 15 augustus 1938) is een Amerikaans acteur.

## Carrière
Dean begon in 1976 met acteren in de film The Last Affair, waarna hij nog meerdere rollen speelde in films en televisieseries. Hij speelde in onder anderen The Breakfast Club (1985), Crime Story (1986-1987), Cocktail (1988), The Fugitive (1993), Early Edition (1996-2000), The Dark Knight (2008) en Chicago Fire (2012-2013). Naast het acteren voor televisie is hij ook actief in lokale theater, zowel voor televisie als theater werkt hij voornamelijk alleen in de regio van Chicago.

## Filmografie

### Films
Uitgezonderd korte films.
- 2013 One Small Hitch - als Art Burke
- 2012 The Voices from Beyond - als kapitein
- 2011 Sam Steele and the Crystal Chalice - als Vladimir
- 2008 The Dark Knight - als Wuertz
- 2006 Voices from the Graves - als kapitein Larsen
- 2006 The Guardian - als marine kapitein
- 2004 The Wild Card - als Brooks
- 2004 Wild Things 2 - als rechter Ruben
- 2002 Lana's Rain - als Lou
- 1999 Time to Pay - als Carl Hogan
- 1997 35 Miles from Normal - als Dick
- 1997 Night of the Lawyers - als Gus
- 1997 Chicago Cab - als oude vrachtwagenchauffeur
- 1996 Chain Reaction - als sergeant Nick Zingaro
- 1996 Eye for an Eye - als rechercheur in McCann House
- 1995 Steal Big Steal Little - als man van Nick
- 1994 House of Angels – The Second Summer - als Sven Pettersson
- 1994 The Client - als Johnny Sulari
- 1993 Rudy - als coach Yonto
- 1993 The Fugitive - als rechercheur Kelly
- 1992 Angel Street - als rechercheur Kenny Branigan
- 1992 The Babe - als Umpire Owens
- 1990 Hammer, Slammer, & Slade - als sergeant Hill
- 1990 Shaking the Tree - als vader van Duke
- 1989 Cold Justice - als Stan Lubinski
- 1989 The Package - als Karl Richards
- 1989 Dream Breakers - als Sullivan
- 1988 Cocktail - als oom Pat
- 1988 Above the Law - als rechercheur Lukich
- 1987 Big Shots - als politieagent
- 1987 Light of Day - als rouwer
- 1986 The Color of Money - als man in drukte
- 1986 Nothing in Common - als Ed Bedsole
- 1985 Pink Nights - als Pop
- 1985 Code of Silence - als rechercheur Brennan
- 1985 Lady Blue - als sergeant Gino Gianelli
- 1985 The Breakfast Club - als vader van Andy
- 1984 The Toughest Man in the World - als Ernie
- 1984 Teachers - als beveiliger
- 1983 Heart of Steel - als Lathrop
- 1983 The Big Score - als Kowalski
- 1983 Risky Business - als rechercheur met megafoon
- 1981 Continental Divide - als Plesko
- 1976 The Last Affair - als ??

### Televisieseries
Uitgezonderd eenmalige gastrollen.
- 2012-2013 Chicago Fire - als James Whoritsky - 3 afl.
- 2004-2006 Still Standing - als Slim Callahan - 2 afl.
- 2004 NYPD Blue - als Joe Brockhurst - 4 afl.
- 2001 Special Unit 2 - als politiekapitein - 2 afl.
- 1996-2000 Early Edition - als Marion Zeke Crumb - 17 afl.
- 1994-1998 Frasier - als Frank - 3 afl.
- 1996 Life's Work - als mr. Zafrani - 2 afl.
- 1992 Angel Street - als rechercheur Kenny Branigan - ? afl.
- 1986-1987 Crime Story - als chief Kramer - 9 afl.
- 1985-1986 Lady Blue - als sergeant Gino Gianelli - 5 afl.